# Emmotllament en sorra verda

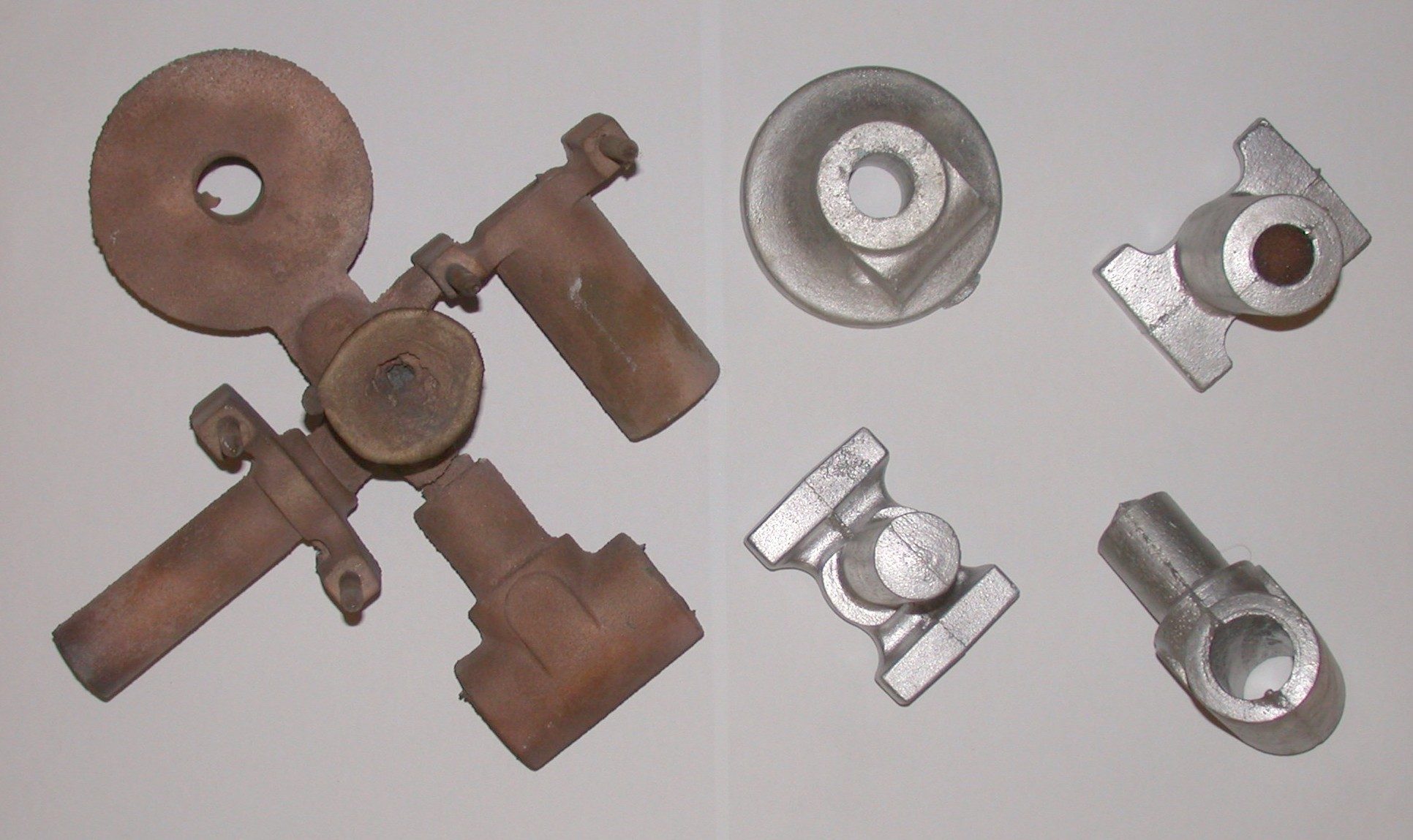
Motlle i peces

L'emmotllament en sorra verda és un tipus d'emmotllament en el qual s'elaboren els motlles partint d'una mescla de sorra de sílice (90%), argiles (7%) i aigua (3%). Aquest procés es tracta d'una tècnica específica dintre dels emmotllaments en sorra, els quals són dels més emprats en la producció de peces de metall (fins a un 70%). Una de les característiques que fa diferent aquest procés respecte dels altres emmotllaments en sorra és el grau d'humitat que presenta el motlle, per això s'anomena "de sorra verda". Un altre tret característic d'aquest emmotllament és que la sorra emprada en la formació del motlle és reutilitzable pràcticament en la seua totalitat.

## Procés d'emmotllament en sorra verda

### Tipus
- Manual: El motlle es fabrica de forma artesanal. S'utilitza a nivell casolà o per a volums de fabricació molt reduïts.

- En màquina: En aquest procés el motlle es fabrica amb l'ajuda d'una màquina. Actualment és el mètode més emprat, ja que permet volums de fabricació molt elevats.

### Procediment
- Fabricació del model de la peça a conformar: Aquest pot ser de fusta, metall o guix. Usualment sol ser dividit; és a dir, està format per dues peces, una superior i l'altra inferior, les quals són originades al dividir la peça model al llarg d'un eix de simetria. Aquest model s'introdueix en una caixa anomenada "caixa d'emmotllament". A continuació s'afegeix l'arena a la caixa per tal de compactar-la.

- A l'hora de fer el model cal tenir en compte que ha de ser lleugerament més gran que la peça que es vol obtindre, ja que el material al solidificar-se disminuirà el seu volum, i degut a la contracció les peces foses sempre seran més petites que els motlles.

- En el cas que la peça que es vol obtindre tinga superficies internes, cal emprar unes peces de fusta o sorra que tenen la forma de la superfície interna de la peça. Aquestes s'anomenen mascles, i s'hauran de col·locar dintre del motlle abans de tancar la caixa d'emmotllament.

- Per a fabricar aquests motlles s'empren dos tipus de sorres: sorres de revestiment i sorres de farcit. La sorra de revestiment ha de ser especialment plàstica, refractaria, permeable als gasos i estable, ja que és la que estarà en contacte directe amb el model. L'arena de farcit únicament serveix per acabar d'omplir el motlle, cosa per la qual no té unes especificacions tan estrictes.

- Compactació del model: Aquest procediment pot ser manual, mecànic (pressió pneumàtica) o per llançament d'arena a pressió.

- Colada: Una vegada fet el motlle, s'introdueix el metall fos i s'espera que aquest se solidifiqui per tal de poder retirar els motlles.

## Avantatges i desavantatges

### Avantatges
- És econòmic.
- Es poden emprar una gran varietat de metalls i aliatges.
- Acabat uniforme de la peça.
- Possibilitat de practicar petites seccions en les peces.
- Motlles reciclables.
- Resistència a altes temperatures.
- Absència de tensions residuals a la peça.

### Desavantatges
- No oferix unes altes toleràncies de fabricació ni uns bons acabats superficials.
- No és recomanable per a peces de mida gran.